# Васюково (Ярославский район)
Васюково — деревня в Ивняковском сельском поселении Ярославского района Ярославской области России.

## География
Деревня расположена в 24 км от Ярославля на левом берегу реки Пажица. На севере находятся деревни Демково и Новлино, на юге — Трубенинское.

## История
В 2006 году деревня вошла в состав Ивняковского сельского поселения образованного в результате слияния Ивняковского и Бекреневского сельсоветов.

## Население
| 2007 | 2010 |
| ---- | ---- |
| 0    | →0   |

### Историческая численность населения
По состоянию на 1859 год в деревне было 5 домов и проживало 34 человека.
По состоянию на 1989 год в деревне проживал 1 человек.

## Инфраструктура
Основа экономики — личное подсобное хозяйство. По состоянию на 2021 год большинство домов используется жителями для постоянного проживания и проживания в летний период. Вода добывается жителями из личных колодцев.
Почтовое отделение №150509, расположенное в деревне Дорожаево, на март 2022 года обслуживает в деревне 9 домов.

## Транспорт
Расположена в 2,52 км от дороги федерального значения Р-132 «Золотое кольцо». К селу идёт дорога 78Н-0960 «Спасское - Матвеевское».